# Hóman Bálint
Hóman Bálint (Budapest, 1885. december 29. – Vác, 1951. június 2.) politikus, történész, egyetemi tanár, az MTA levelező majd rendes tagja, 1933 és 1945 között pedig igazgatósági tagja is. 1932 és 1938 illetve 1939 és 1942 között Magyarország vallás- és közoktatásügyi minisztere, 1933-tól 1944-ig a Magyar Történelmi Társulat elnöke. Hóman a két világháború közötti korszak egyik legvitatottabb személyisége. Az 1944-es kiugrási kísérlet után, Szálasi hatalomra kerülését követően a parlament tagja maradt (Székesfehérvár országgyűlési képviselőjeként), és azt megelőzően részt vett a zsidótörvények parlamenti előkészítésében és a magyar Országgyűlés tagjaival együtt meg is szavazta őket. 1938. február 25-én ő terjesztette be a minisztertanácsnak az értelmiségi munkanélküliség felszámolását célzó programját, amivel az értelmiséget háttérbe szorító folyamat ellen akart hatni, ezzel azonban Hóman az etnicista-rasszista szociálpolitika kodifikálását véglegesítette és megalapozta a későbbi zsidóellenes törvényhozás gyakorlatát.
A Magyar Tudományos Akadémia 1945. július 20-án kizárta tagjainak sorából a volt kultuszminisztert. A második világháború után, 1946-ban a népbíróság háborús bűnösként elítélte azzal vádolva, hogy részt vett azon az 1941. június 26-i kormányülésen, amely jóváhagyta a Magyarország és Szovjetunió közötti hadiállapot beálltának kimondását. 2015. március 6-án bűncselekmény hiányában a Fővárosi Törvényszék perújítási eljárásban felmentette Hóman Bálintot a háborús bűntett vádja alól, egyúttal hatályon kívül helyezte az 1946-os népbírósági ítéleteket. Az utókor számára kettős megítélésű történelmi személyiséggé vált azáltal, hogy az antiszemita nézeteit és politikai szerepvállalását sokak szerint nem ellensúlyozhatta a történészként alkotott jelentős pályafutása, valamint Székesfehérvár 1930-as évekbeli gyors fejlődésében való rendkívül fontos képviselői tevékenysége. Mások szerint azonban Hóman nem volt antiszemita, és Kosáry Domokosra, az MTA elnökére hivatkoznak, aki tanúvallomása szerint, „amit tisztességes emberi magatartásáról a nehéz időkben” el tud mondani, azt elmondta.

## Élete
Budapesten született, középosztálybeli családban. Apja Hóman Ottó klasszika-filológus, egyetemi tanár, később tankerületi felügyelő, majd minisztériumi osztályvezető, édesanyja pusztaszentgyörgyi és tetléni Darányi Borbála (1852–1908). Anyai nagyszülei idősebb pusztaszentgyörgyi és tetléni Darányi Ignác (1811–1877) ügyvéd, jószágigazgató, földbirtokos és földvári és bernátfalvi Földváry Borbála (1820–1888) voltak. Az anyai nagybátyja Darányi Ignác (1849–1927) magyar jogász, agrárpolitikus, nagybirtokos, miniszter.
Huszonhárom évesen a Budapesti Tudományegyetemen szerezte meg bölcsészdoktori oklevelét Magyar városok az Árpádok korában című munkájával. Első munkahelye az Egyetemi Könyvtár volt, ahol már 1915-ben igazgatóvá nevezték ki. 1916-ban a Budapesti Tudományegyetem magántanára lett. Ekkor jelent meg Magyar pénztörténet 1000-1325 című könyve. 1922-ben az Országos Széchényi Könyvtár igazgatója, majd 1923-tól a Magyar Nemzeti Múzeum főigazgatója volt. 1924-ben a Magyar Tudományos Akadémia által meghirdetett Rökk Szilárd-pályázatra kész pályamunkával (A hún hagyomány és monda kérdésének mai állása) pályázott. Gazdaságtörténeti munkái, pl. Károly Róbert gazdaságpolitikájáról írt értekezése ebben az időben született. A hun-magyar rokonságról szóló tézisei nem maradtak időtállóak.
Kutatásaival egyidőben oktatott az akkor már Pázmány Péterről elnevezett pesti egyetemen. Szekfű Gyulával együtt, akivel közösen írta a Magyar történet című összefoglaló jellegű művet (1938–1941), az akkori történettudomány jelentős alakja lett. A magyar történetírás új útjai c. művében jeles tudósok szólalnak meg tudományáguk kérdéseiről. 1929-ben A Magyar Tudományos Akadémia rendes tagja, majd 1930-ban a Corvin-koszorú birtokosa lett. A Corvin-láncot 1935-ben kapta meg. Az 1920-as évek végétől a Magyar Numizmatikai Társaság, a Magyar Néprajzi Társaság és a Magyar Történelmi Társulat elnöke volt, valamint a lengyel–magyar kapcsolatok ápolását célul tűző Magyar Mickiewicz Társaságnak tagja.

## Politikai pályája

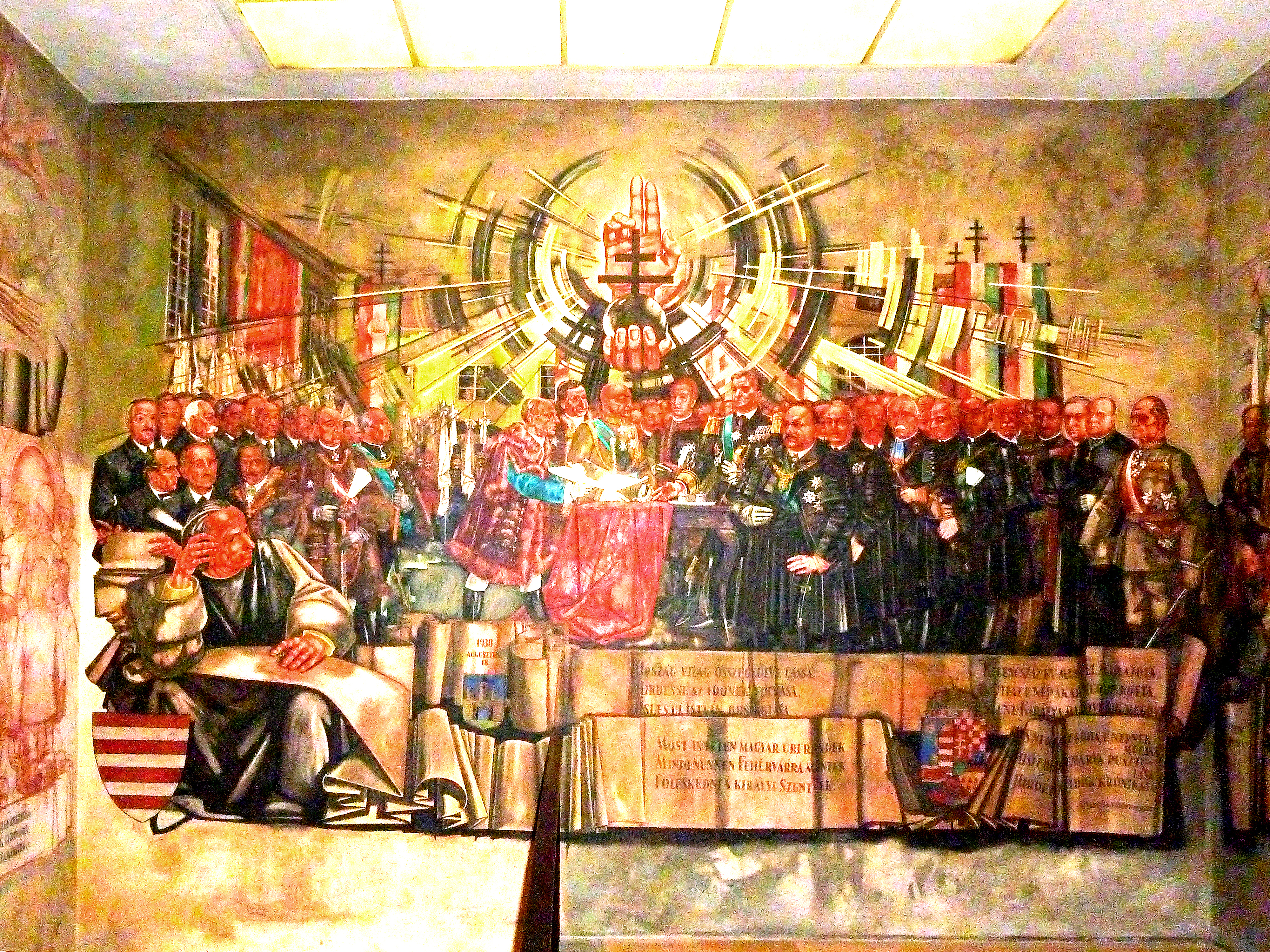
Aba-Novák–szekkó a székesfehérvári városháza első emeletén. Az 1938-as székesfehérvári országgyűlés résztvevőit ábrázolja, köztük Hóman Bálint alakjával

Politikusként az 1930-as évek elejétől mindinkább a németbarát orientációt képviselte. A Gömbös Gyula barátjának számító történész 1932. október 2-ától 1938. május 13-áig a Gömbös- és Darányi-kormányban, majd 1939. február 16-ától 1942. július 3-áig a Teleki-, Bárdossy- és Kállay-kormányban volt vallás- és közoktatásügyi miniszter. Tárca nélküli miniszter az Imrédy-kormányban. E minőségében nevéhez fűződik az állami és egyházi befolyást erősítő és az érettségizők szelekcióját is célzó egységes középiskolai törvény (az 1934. évi XI. törvénycikk) megalkotása. Az addigi eltérő tantervek szerint működő humán és reálgimnáziumokat egységes középiskolákká alakította, ezeken belül gazdasági középiskolákat, azaz szakközépiskolákat alakított ki, amelyekben a tanulmányi idő egységesen négy év volt.

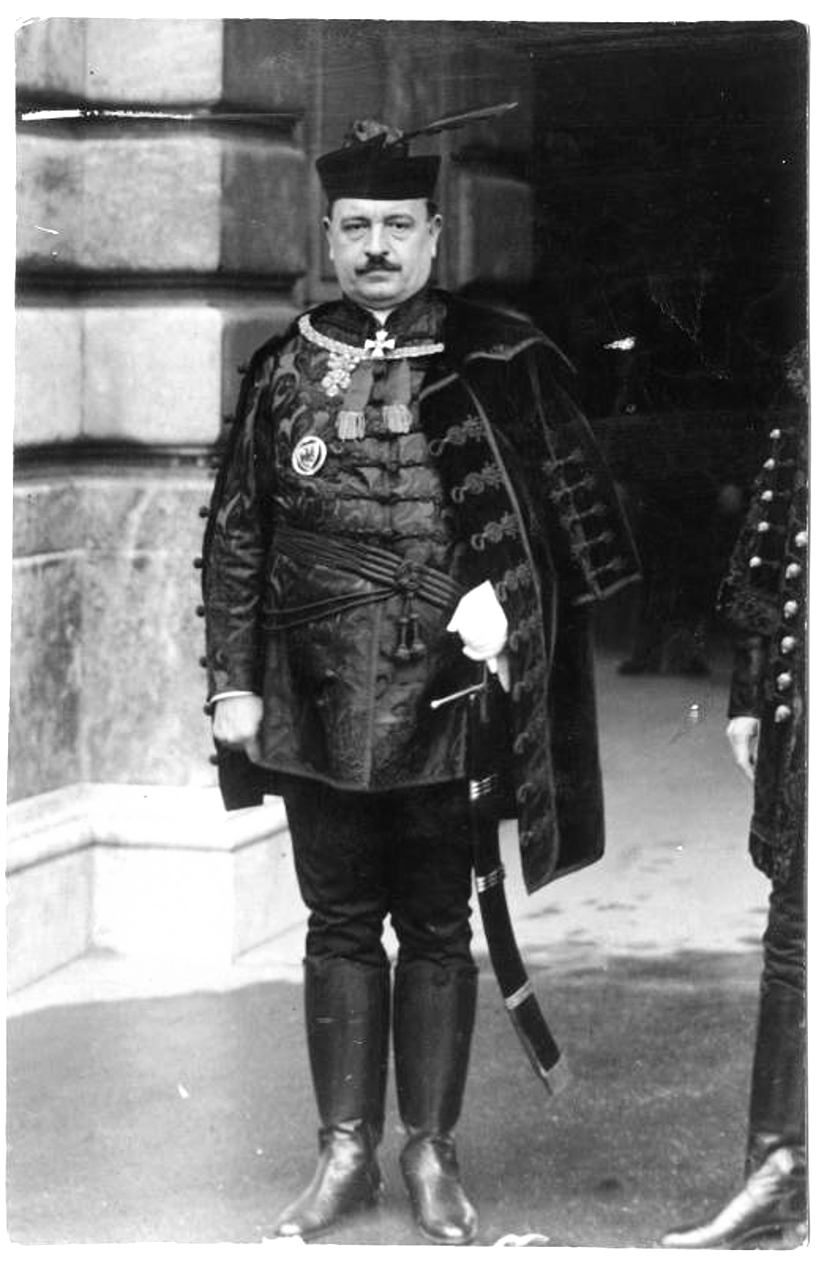
1938. április 18-án a Felsőházban Hóman Bálint a következőket mondta a tanítóképzéssel kapcsolatban: „Fontosabb a tanító az egyetemi tanárnál, mert a nemzeti kultúra a néptanítótól függ”

Elődjéhez, Klebelsberg Kunóhoz hasonlóan az oktatást kiemelt nemzetpolitikai ágazatként kezelte és jelentős támogatásokat szerzett tárcája részére. A húszas évek végén az állami költségvetésből a kultusztárca mintegy 9-10 százalékban részesült, míg a harmincas évek elején 11-13 százalékban kapott támogatást. Iskolapolitikájának egyik célja volt, hogy a különböző iskolatípusok között fennálló különbségeket csökkentse, és a nemzetnevelés érdekében növelje az állami befolyást egy egységes iskolarendszer keretében az oktatásban. Minisztersége alatt erősödött az átadandó műveltséganyag antiintellektualizmusa, nőtt a nemzeti ideológia közvetítése a tananyagban. Az 1934-es egységes középiskolai rendszer bevezetésekor hangsúlyozta, hogy a középiskolai oktatás alapját képező általános műveltség fő eleme a nemzetismeret.
1932 és 1945 között Székesfehérvár országgyűlési képviselője volt. Fehérvár az 1930-as években (többek között az 1938-as Szent István Emlékévhez kapcsolódóan) Magyarország legdinamikusabban fejlődő nagyvárosa volt, melynek egyik kulcsfontosságú személye Hóman Bálint volt. A városban óvodák, általános valamint középiskolák, könyvtárak, múzeumok, művelődési házak és legendás fehérvári vállalatok jöttek létre Hómannak köszönhetően. Cser-Palkovics András, Székesfehérvár polgármestere szerint: „Ezek között érdemes megemlíteni a Vadásztöltény-, Gyutacs- és Fémárugyár Rt-t (később Videoton), az Ikarus elődjét, a repülőgépmotor-gyár bővítését, a Danuvia Fegyver- és Lőszergyár Rt. (SZIM Köszörűgépgyár) és az Alumínium Félkész Árugyár Rt. (KÖFÉM) alapítását.”
Egyetlen magyar iskolának sem lehet célja a puszta szakismeretközlés. Valamennyiünknek elsőrendű feladata a magyar életre való céltudatos előkészítés, az ifjúság erkölcsi nevelése, jellemének szilárdítása, kötelességtudatának fejlesztése, valláserkölcsi és nemzeti alapon nyugvó egészséges magyar világszemléletének kialakítása.
Az államnak és a társadalomnak tervszerűen kell a magyar nép minden rétegében feltalálható jeles tehetségeket kiválasztaniok és felemelniök s a nép minden fiát tehetsége irányához, képességei terjedelméhez, műveltsége színvonalához illő hivatás felé terelniök.
A szegény, de tehetséges gyermekek felkarolását az oktatási stratégia fontos feladatának tekintette. A Horthy Miklós-ösztöndíj keretében évi ezer nehéz sorsú tanuló (középiskolás, egyetemista) előmenetelét támogatta. Pártolta a Bolyai Kollégium és a Győrffy Kollégium megalakulását. Ezek a kollégiumok tandíjmentesek voltak a szegény parasztfiatalok számára. Oktatáspolitikájában kihangsúlyozta az iskolákban elsajátított törzsanyag nemzeti jellegének fontosságát, a magyar életre való felkészülés jegyében a „valláserkölcsi és nemzeti alapon nyugvó egészséges magyar világszemlélet kialakítását”. 1941-ben, az általa kezdeményezett oktatási reform keretében elindította a nyolcosztályos tantervű általános iskolai képzést (az addigi négy elemi és négy polgári helyett). Az 1940:XX. tc. a nyolcosztályos népiskola felállításáról széles néprétegek általános műveltségének emelését célozta, de ennek elterjedése a háború miatt már nem lett általános.
1938 januárjától a Nemzeti Egység Pártja pártvezérhelyettese (mai értelemben „elnökhelyettese”) volt annak Magyar Élet Pártjává alakulásáig.
1941. június 26-án megszavazta a Szovjetunió elleni hadba lépést, ez háború utáni büntetőperének egyik vádpontja lett. Politikai döntéseit több írásában is megerősítette, amelyekben kihangsúlyozta a német-magyar szövetség fontosságát, amelyben Magyarország szerepét „...a németek védőbástyájaként a keleti erőkkel vívott küzdelemben".
A zsidótörvények előkészítésében és megszavazásában is részt vett. Ezt a politikai tevékenységét sokan elitélik és megítélik ma Magyarországon:
…ha a magyar holocaust nem a magyar antiszemitizmus és a rendszeres zsidóellenes uszítás közvetlen következménye is, de az előzmények ismerete nélkül nem képzelhető el úgy, ahogy megtörtént. A népirtás tervét azért tudták a német nácik rekordsebességgel végrehajtani, mert rendelkezésükre állt a két évtizedes antiszemita propaganda és a zsidó-ellenes intézkedések teremtette pszichológia és elvárás….
Hevesen ellenezte az 1943-as béketárgyalásokat a nyugati szövetségesekkel. A törvényhozás munkájában az ország 1944. márciusi német megszállása, majd az októberi nyilas hatalomátvétel után is részt vett. 1944 végén Szálasiékkal együtt visszavonult a Dunántúlra, később német területre menekült tovább. Amerikai fogságba került, ahonnan a magyar hatóságok 1945-ben hozták haza.

## Elítélése, halála és rehabilitálása
1946-ban a Népbíróság mint háborús bűnöst életfogytig tartó börtönbüntetésre ítélte. 
A népbíróság előtt egy pszichológiai rejtély áll Hóman Bálint tevékenységével kapcsolatban. Ugyanis az egyik oldalon, kifelé, a legteljesebb németbarátságot, a németek legteljesebb kiszolgálását hirdette, és politikai ténykedése is erre irányult, a másik oldalon pedig nagyon sok embernek segítségére sietett, a hozzá közelállóknak, akik többek között az üldözöttekhez tartoztak, továbbá akik a baloldali gondolat képviselői voltak, semmi tekintetben nem ártott, sőt maga körül ezeket az embereket meghagyta, és rajtuk minden vonatkozásban segíteni akart.
A per során Szekfű Gyula és Kosáry Domokos kiálltak mellette.
Vallomásom lényege az egykorú viszonyokra jellemző szűkszavú, elég gyatra jegyzőkönyvből is kitűnik … Katona Jenő első kérdése, hogy Hóman miként reagált a fiatalok németországi, náci nevelésére, azt válaszoltam, hogy erről nincs tudomásom, mert én akkoriban az általa adott ösztöndíjjal Franciaországban meg Angliában tartózkodtam. A népügyész további kérdései sem arattak sokkal több sikert. Hangsúlyoztam, hogy Hóman nem világnézeti okokból, hanem a hatalmi erőviszonyok tévesnek bizonyult felmérése miatt tartotta ajánlatosnak a Németországgal való jó viszony fenntartását, és előadtam, amit tisztességes emberi magatartásáról a nehéz időkben el tudtam mondani.
Hóman Bálint irodalmi munkássága tudományos szempontból a magyar szellemi élet nagy nyeresége volt. Nem számítom irodalmi munkásságának természetesen a minisztersége alatt tartott különböző beszédeit és értekezéseit, melyekben már gyakorta a politika érvényesült. De még ebben az időben is politikáról sugalmazott történeti áttekintéseiben nem a német szellem érvényesült, hanem egyre az olasz és a lengyel szellemiséggel való kapcsolatainkat rajzolta és próbálta a jelenre alkalmazni. Énvelem minisztersége alatt igen keveset érintkezett, bizonyára azért, mert tudatában volt politikai nézeteink eltérésének és a vitát kerülni akarta. Voltak évek minisztersége alatt, mikor egyszer sem beszéltem vele. De 1944. március 19-e után találkoztam vele, s akkor ő előadta nekem, hogy Veesenmayer felszólításának, hogy miniszterséget vállaljon, nem tett eleget, mert nem helyesli Magyarország német megszállását, és ezt katasztrofálisnak mondotta. Ugyanakkor a zsidóság sorsáról is részvéttel beszélt és közölte velem, hogy lépéseket próbál meg annak érvényesítésére. Azóta többet nem is láttam. Ezeket szükség esetén eskü alatt is vallhatom a Népbíróság esetleges kívánságára.
A büntetést a váci fegyházban töltötte, ahol szervezete nehezen viselte a megpróbáltatásokat. A korábban jól megtermett férfi a beszámolók szerint rövid idő alatt 60 kilogrammra fogyott, majd 1951. június 2-án elhunyt. 2015. március 6-án a Fővárosi Törvényszék bűncselekmény hiányában posztumusz felmentette a háborús bűntett vádja alól.
Földi maradványait azonosították a váci jeltelen sírban, majd a Darányi család tassi sírkertjében helyezték örök nyugalomra szülei és testvére mellé. Sírját egyszerű kereszt jelöli.

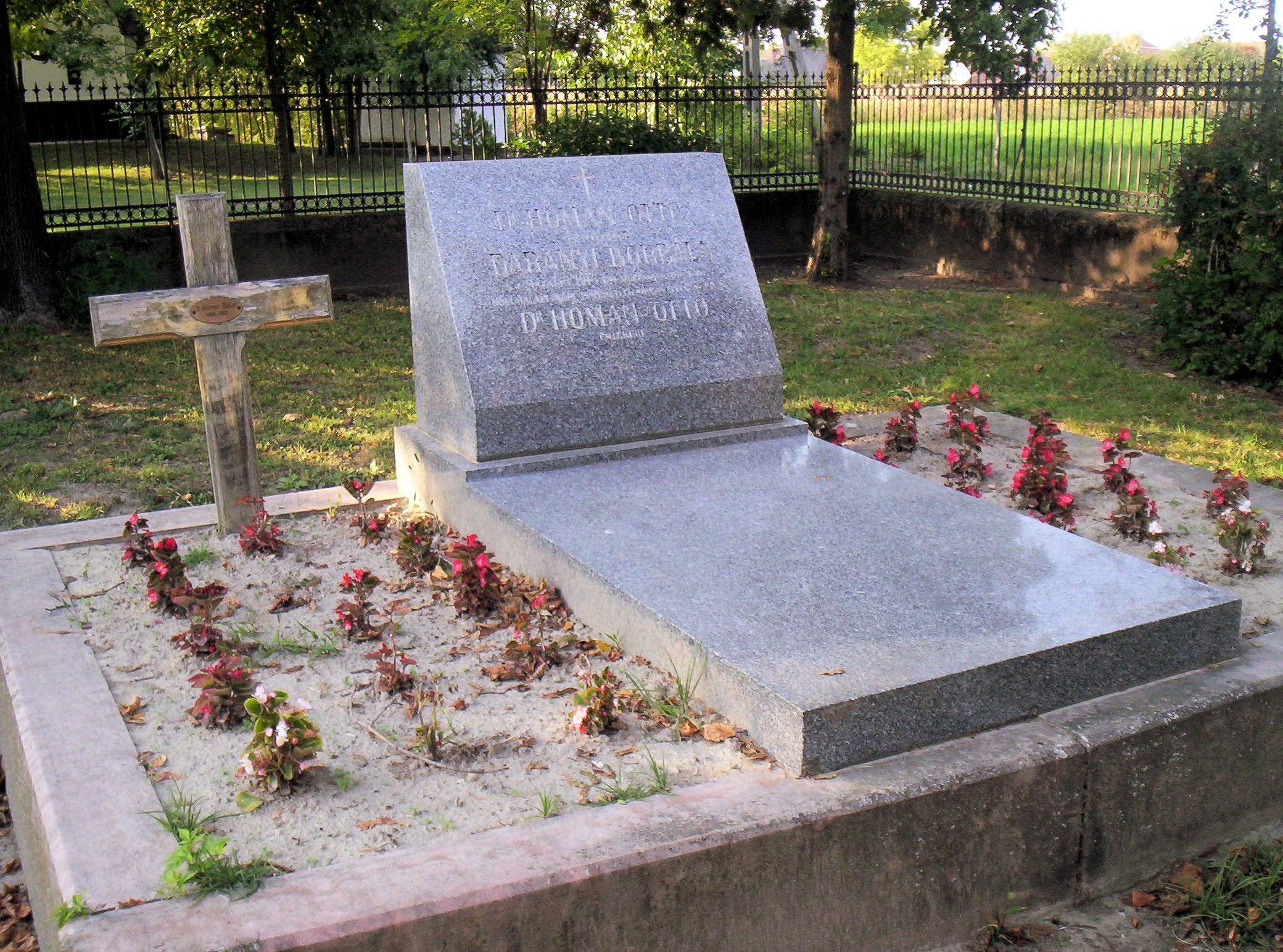
Sírja Tasson

Varga István ügyvéd, politikus 2015. december 29-én bejelentette, hogy 2016. január 4-én pert indít Hóman Bálint akadémiai tagságának posztumusz visszaállításáért a Magyar Tudományos Akadémia ellen. Ezt Hóman Bálint születésének 130. évfordulója alkalmából, Székesfehérvárott megrendezett megemlékezésen, a „lélekszobor-avatáson” jelentette be.

## Történészi tevékenysége
Hómant történészként az állam fogalmának meghatározása foglalkoztatta, szerinte az a nyelvi és etnikai közösség tekinthető nemzetnek, amely képes államot alapítani. A középkori magyar történelem volt fő kutatási területe. Alapvető munkákat írt a középkori magyar városfejlődésről, és a magyar pénztörténetről. A székesfehérvári Szekfű Gyulával közösen több jelentős történelmi tanulmány, könyv (például az ötkötetes Magyar történet) szerzője. Kedvenc kutatási területe az éremtan volt.
Posztumusz 1985-ben, vélhetően eredeti kézirat alapján megjelentett Ősemberek – Ősmagyarok című munkájában – feladva korábbi álláspontját – azt a véleményt képviselte, hogy az ősi magyar szavak elemzésekor figyelembe kell venni „a szumir és hatti–hurri nyelvemlékeket”.

## Antiszemitizmusa
Bár Hóman megítélése ellentmondásos, abban széles körű az egyetértés, hogy az egykori kultuszminiszter és országgyűlési képviselő antiszemita volt. Kritikusai szerint ő volt az első és második zsidótörvény szellemi atyja, előkészítője, de méltatói szerint is zsidóellenes volt, bár álláspontjuk szerint „soha nem lépte túl a sokféleképpen nevezett (szalon, kulturális vagy szelektív) »mérsékelt antiszemitizmus« határait”. A zsidóság asszimilációját nem tartotta lehetségesnek, mivel véleménye szerint „a kereszténység eszméivel szembehelyezkedő szellemiségük” valamint „felforgató mozgalmakban és romboló eszmeáramlatok terjesztésében vitt vezető szerepük” azt megakadályozza.
1940 júniusában Teleki Pál miniszterelnökhöz írt memorandumában így írt: „A zsidókérdésben végre szakítani kell a kompromisszumok rendszerével. (...) Tudatára kell ébrednünk végre, hogy a zsidó ellensége kell, hogy legyen a mai kormányrendszernek.(...) Ebből nyilvánvalóan következik, hogy zsidókat semminemű hatalmi pozícióban, sem a közigazgatásban, sem a bírói székben, sem az iskolában nem lehet megtűrni, nekik a gazdasági életben sem szabad tanácsadói, irányító, vezető szerepet a kezükben hagyni. A meglévő zsidótörvény rossz. Ezért mielőbb meg kell hozni az új egy-két szakaszos törvényt, mely faji alapra helyezkedik.” (Ez utóbbi, faji alapú zsidóságdefiníció végül az egy évvel később érvénybe lépő harmadik zsidótörvényben jelent meg.)
Vallás- és közoktatásügyi miniszterként Hóman hatáskörébe tartozott a zsidótörvények oktatásügyi vonatkozású végrehajtási utasításainak elkészítése. Ezek a miniszteri rendeletek gyakran a zsidótörvények betűjén túlmenően is korlátozták a zsidók jogait.
Ungváry Krisztián történész szerint Hóman Bálint „szelektív antiszemita” volt, aki ugyan zsidóellenes intézkedések elősegítésével, illetve támogatásával emberiesség elleni bűncselekményekben vett részt; magánemberként ugyanakkor joviális volt, számos zsidó származású polgárt megmentett a vészkorszak alatt.

## Szoborállítás

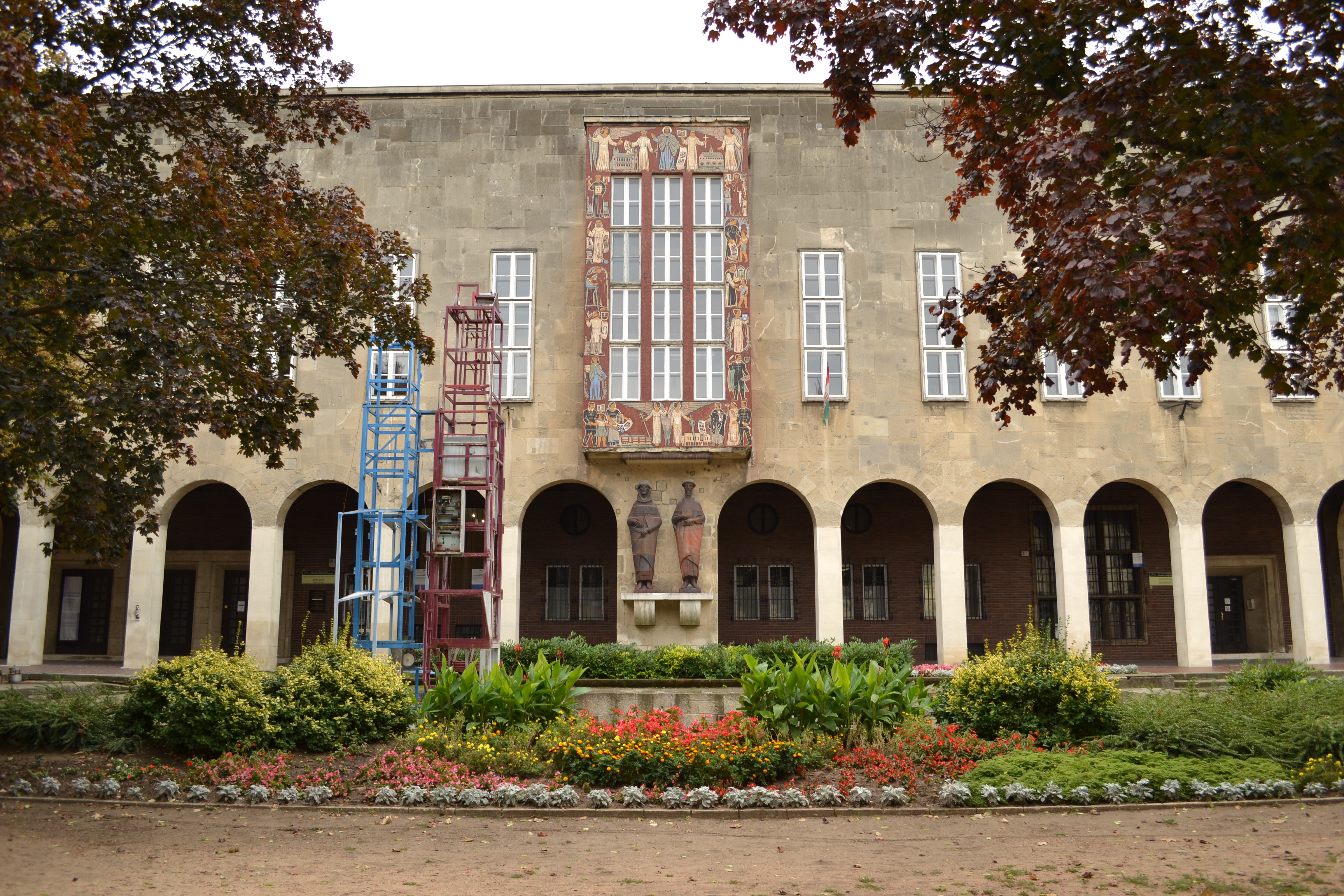
A szoborállítás tervezett helyszíne, a székesfehérvári Bartók Béla tér. A képen látható épület is Hóman munkásságának eredménye

A 2015-ös jogi rehabilitáció után L. Simon László kezdeményezte, hogy Székesfehérvárott állítsanak szobrot Hóman Bálintnak, a város egykori országgyűlési képviselőjének. A szobor állításának gondolatát a Hóman Bálint alapítvány karolta föl. Székesfehérvár közgyűlése június 2-i határozatában szintén támogatta az egykori politikus emlékének megörökítését „a város, különösen a belváros fejlesztéséért, a ma szeretett és nap mint nap használt épített örökségünk kialakításáért végzett munkásságának elismeréseként". Az alapítvány a várostól kétmillió forintos, az Igazságügyi Minisztériumtól pedig tizenötmillió forintos támogatást kapott. A szobor megalkotására Pető Hunor kapott megbízást. A tervek szerint a mű a Bartók Béla téren, a Vörösmarty Mihály Könyvtár központi épületének árkádsora alatt kapna helyet. A könyvtár és a szomszédos Ciszterci Szent István Gimnázium új épülete is Hóman munkásságának köszönhetően épülhetett fel. A szobor díszmagyarban ábrázolná az egykori politikust. Az alapítvány elképzelései szerint a szobrot Hóman születésének 130. évfordulóján avatnák föl; a rendezvény költségeit a város állná.
A szoborállítás ellen tiltakozott a Szépírók Társasága, az Eleven Emlékmű csoport, a MAZSIHISZ és több baloldali párt is. Dr. Cser-Palkovics András, Székesfehérvár polgármestere szerint az amerikai, az izraeli és a német nagykövet is „érdeklődött” az ügyben. December folyamán több flashmob, tüntetés is volt a szobor felállítása ellen a tervezett helyszínen. A tiltakozások nyomán Cser-Palkovics András sajtónyilatkozatot adott ki és tiltakozott az ellen, hogy elvetemültnek és butának nevezzék a fehérváriakat, továbbá elmondta azt is, hogy a szobor állítására az alapítványnak joga van, de arra kérte a civil szervezetet, gondolja át a szobor felállítását, ha pedig nem áll el a tervétől, „a közpénzt, amit a magyar államtól és az önkormányzattól kapott – anyagi lehetőségei szerinti módon és időben – fizesse vissza a szervezet, ezzel mentesítse a várost és az országot a méltatlan támadásoktól". A polgármester „saulfordulását" élesen elítélte a szélsőjobboldali, nyíltan antiszemita sajtó: a Kuruc.info hírportál szerint Cser-Palkovics közleményéből „kicseng a zsidók gyűlöletétől való félelem". Ezzel párhuzamosan a szobor ellen tiltakozók kettős beszédnek tartják Cser-Palkovics megnyilvánulását.
Végül a tiltakozások és a politikai támogatás megingásának hatására a Hóman Bálint alapítvány elállt a szoborállítás tervétől, a székesfehérvári közgyűlés pedig visszavonta a júniusi támogató határozatát.

## Emlékezete
- Alakja felbukkan (említés szintjén) Kondor Vilmos magyar író Budapest noir című bűnügyi regényében.

## Művei

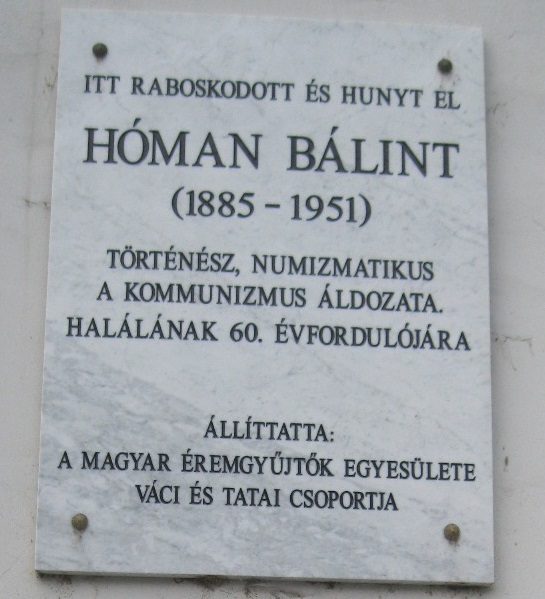
Hóman Bálint emléktáblája Vácon. Köztársaság út 62-64.

- A magyar városok az Árpádok korában (Budapest, 1908)
- Magyar pénztörténet 1000–1325 (Budapest, 1916)
- Magyar történet[45] (1458-ig, a továbbiakat Szekfű Gyula írta; Budapest, é. n. )
- Egyetemes történet (I–IV. Szerk.: H. B., Szekfű Gyula, Kerényi Károly; Budapest, 1935–1937)
- Ősemberek – Ősmagyarok (Atlanta, 1985)
- A történelem útja. Válogatott tanulmányok (Vál.: Buza János; Budapest, 2002)
- A magyarság történeti hivatása, Erdély, Magyar Történelmi Társulat, Budapest, 1940
- A zágrábi püspökség alapítási éve, Franklin, 1910
- Szent László történelmi jelentősége, Hornyánszky, 1910
- A Budapesti Magyar Királyi Tudományegyetem Könyvtárának címjegyzéke (Segédkönyvtár), 1912
- Az első állami egyenes adó. Adalékok az európai adótörténetéhez, Franklin, 1912
- A veszprémvölgyi 1109. évi oklevél hitelessége, Franklin, 1912
- A középkori magyar pénztörténet bibliográphiája, 1597–1913, Pesti nyomda, 1914
- A magyar nép neve és a magyar király címe a középkori latinságban, Franklin, 1917
- A magyarság megtelepülése (előadás), Szabad Lyceum kiadványai, 1920
- A székelyek eredete, a Magyar Nyelvtudományi Társaság kiadványa, 17. szám, 1920
- Tudományos történetírásunk megalapítása a XVIII. században, Szent István Akadémia felolvasásai, I. 5, 1920
- A magyar királyság pénzügyei és gazdaságpolitikája Károly Robert korában, Budavári Tudományos Társaság, 1921
- A magyarok honfoglalása és elhelyezkedése, a Magyar Nyelvtudomány Kézikönyve, I. 7, 1923
- Geschichtliches im Nibelungenlied, Berlin, W. de Gruyter, 1924
- Beszéd a Magyar Nemzeti Múzeum főigazgatójává történt beiktatásakor, 1924
- A Szent László-kori Gesta Ungarorum és a XII–XIII. századi leszármazói; Magyar Tudományos Akadémia, Budapest, 1925
- Történelem és katolicizmus. Beszéd a XVII. Országos katolikus nagygyűlésen, 1925. október 13-án, Pallas, 1925
- A magyar hun-hagyomány és hun-monda, Studium kiadás, 1925[46]
- Hóman Bálint jelentése az Országos Magyar Gyűjteményegyetem Tekintetes Tanácsához... a Magyar Nemzeti Múzeum Érem és Régiségtára ellen felmerült panaszok tárgyában lefolytatott szakszerű vizsgálatról s az intézet jelen állapotáról, Egyetemi nyomda, 1925
- A forráskutatás és forráskritika története, Magyar Történelmi Társulat, 1925 (A Magyar Történettudomány Kézikönyve)
- A magyar történetírás első korszaka, Pécs, Minerva Könyvtár, 1927
- Fejérpataky László emlékezete, Szent István Akadémia emlékbeszédei, I. 8, 1928
- Magyar történet, I–III., Királyi Magyar Egyetemi Nyomda, 1928–1934; 2. bővített teljes kiadás, I–II., 1935–1936; 3–7 kiadások, 1936, 1938, 1941, 1943
- A Magyar Nemzeti Múzeum öt éve, Királyi Magyar Egyetemi Nyomda, 1929
- Történeti átértékelés, Előadás az Országos Kaszinó 1930. február 11-i felolvasóestjén, 1930
- Tasnádi Nagy Gyula, A Magyar Tudományos Akadémia elhunyt tagjai fölött tartott Emlékbeszédek, XXI., 3, 1931
- A magyar történetírás új útjai (szerkesztő), Magyar Szemle Társaság, 1931; a kötetben írta, „A történelem útja” c. fejezetet.
- Külpolitikai irányok a magyar történetben, Franklin, 1931
- A közoktatásügyi igazgatás újjászervezése, Állami nyomda, 1935
- Ze Stosunkow kulturalnych Polsko-Wegierskiej, Varsó, 1935
- Közoktatási kérdések, előadás az Országos Nemzeti Klub-ban, 1937
- Magyar felsőoktatás. Az 1936. évi dec. hó 10-től 16-ig tartott Országos Felsőoktatási Kongresszus munkálatai, közzéteszi Hóman Bálint, szerkesztette Mártonffy Károly, 3 kötet, Egyetemi nyomda, 1932
- Gömbös Gyula, Beszéd a Nemzeti Egység Pártjában 1937. április 7-én, 1937
- Szent István király, 1938
- Szent István, Királyi Magyar Egyetemi Nyomda, 1938
- Gli Angioni di Napoli in Ungheria, 1290–1403; versica dall’ungherese di Luigi Zambra e Rodolfo Mosca, Roma, Reale Accademia d’Italia, 1938
- Magyar középkor, Magyar Történelmi Társulat, 1938
- Művelődéspolitika, Magyar Történelmi Társulat, 1938
- Történetírás és forráskritika, Magyar Történelmi Társulat, 1938
- Magyar múlt – magyar jövő. A székesfehérvári tankerület nemzetnevelői számára rendezett tanfolyam keretében Székesfehérvárott 1939. VII. 15-én tartott előadás, Székesfehérvár, 1939
- Hunyadi Mátyás, Egyetemi nyomda, 1940
- Geschichte des ungarischen Mittelalters, I., Von den aeltesten Zeiten bis zum Ende des XII. Jahrhunderts, Berlin, W. de Gruyter, 1940
- König Stephan I. der Heilige, die Gründung des ungarischen Staates; Aus dem Ungarischen übersetzt von Hildegard von Roosz, Breslau, W.G. Korn, 1941
- Gestaltende Kraefte der ungarischen Geschichte, Athenaeum, 1941
- Német-magyar sorsközösség, a magyar-német társaság kiadványai, 4., 1941
- Magyar sors – magyar hivatás, Athenaeum, 1942
- Geschichte des ungarischen Mittelalters, II., Von Ende des XII. Jahrhunderts bis zu den Anfaengen des Hauses Anjou, Berlin, W. de Gruyter, 1943
- A történelem útja. Válogatott tanulmányok; vál., szerk., utószó Buza János; Osiris, Budapest, 2002 (Millenniumi magyar történelem. Historikusok)
- Művelődéspolitikai írások; vál., szerk. Turbucz Péter; Attraktor, Máriabesnyő, 2015 (Historia incognita 3. sorozat. Zsebkönyvek)

## Művei online
- Hóman Bálint munkái, mek.oszk.hu

## Díjai, elismerései
- Corvin-koszorú (1930)
- Magyar Corvin-lánc (1935)